# Surinaamse parlementsverkiezingen 2005/Kandidatenlijst/PALU
Dit is de lijst van kandidaten voor de Surinaamse parlementsverkiezingen in 2005 van de PALU. De verkiezingen vonden plaats op 25 mei 2005. De landelijke partijleider was Jim Hok.
De onderstaande deelnemers kandideren op grond van het districten-evenredigheidsstelsel voor een zetel in De Nationale Assemblée. Elk district heeft een eigen lijsttrekker. Los van deze lijst vinden tegelijkertijd de verkiezingen van de ressortraden plaats. Daarvoor geldt het personenmeerderheidsstelsel. De kandidaten voor de ressortraden staan hieronder niet genoemd.

## Lijsten
Hieronder volgen de kandidatenlijsten op alfabetische volgorde per district.

### Coronie: 410
1. Anton Reinier Paal: 393
2. Lygia Vriesde: 17

### Paramaribo: 1.548
1. Centhia Norma Rozenblad - Jap A Joe: 1.422
2. Henk Radjinder Ramnandanlal: 19
3. Toshiro Randhir Schillevoort: 23
4. Mohammed Idries Taus: 6
5. Helen S. Hammen - Sakrama: 7
6. Mavis Verwey: 6
7. Lothar P. Kisoor: 8
8. Woei Hioeng Henkie Chin: 7
9. Reina Josephina Cirino: 2
10. Fabiola C. Bell: 3
11. Franklin Eduard Vreden: 1
12. Malvin O. Renfrum: 12
13. Ewald A. Blankendal: 4
14. Suresh Kanhai: 10
15. Yvonne H. Sussenbach: 4
16. David I. Abdoelgafoer: 1
17. Bernice E. Scheuer: 13

NF · 
NDP · 
PALU
Kandidaten per district: Brokopondo · 
Commewijne · 
Coronie · 
Marowijne · 
Nickerie · 
Para · 
Paramaribo · 
Saramacca · 
Sipaliwini · 
Wanica